# Bathynellidae
Bathynellidae es una familia de malacostráceos.

## Géneros
- Agnathobathynella Schminke, 1980
- Austrobathynella Delamare Deboutteville, 1960
- Baicalobathynella Birstein & Ljovuschkin, 1967
- Bathynella Vejdovský, 1882
- Delamareibathynella Serban, 1989
- Gallobathynella Serban, Coineau & Delamare-Deboutteville, 1971
- Indobathynella Reddy & Totakura, 2012
- Lombardobathynella Serban, 1972
- Meridiobathynella Serban, Coineau & Delamare-Deboutteville, 1971
- Nannobathynella Noodt, 1969
- Pacificabathynella Schminke & Noodt, 1988
- Paradoxiclamousella Camacho, Dorda & Rey, 2013
- Parameridiobathynella Serban & Leclerc, 1984
- Pseudantrobathynella Schminke, 1988
- Pseudobathynella Serban, Coineau & Delamare-Deboutteville, 1971
- Sardobathynella Serban, 1973
- Serbanibathynella Reddy & Schminke, 2005
- Tianschanobathynella Serban, 1993
- Transkeithynella Serban & Coineau, 1975
- Transvaalthynella Serban & Coineau, 1975
- Vandelibathynella Serban, Coineau & Delamare-Deboutteville, 1971